# Peanut Butter Jelly
«Peanut Butter Jelly» es una canción realizada por el dúo sueco de música electrónica Galantis. Se lanzó el 20 de abril de 2015 en formato digital, como el cuarto sencillo desprendido de su álbum debut Pharmacy. Martina Sorbara, cantante de la banda canadiense Dragonette, aporta sus voces junto a los miembros de Galantis, las cuales aparecen con modificaciones mediante efectos vocales. La canción incluye elementos de «Kiss My Love Goodbye» de Bettye Swann, una canción originalmente editada en 1974, cuyos compositores Phillip Hurtt y Anthony Salatore Bell, integrantes de The Young Professionals, un colectivo de productores estadounidenses de R&B con actividad en la década del '70, aparecen acreditados en las notas del sencillo.
Alcanzó la tercera ubicación en Australia, la octava en el Reino Unido, mientras se posicionó entre los primeros veinte en Suecia, Noruega y Nueva Zelanda.

## Video musical
Está dirigido por Dano Cerny, quién se encarga habitualmente de la dirección de los videos musicales del dúo, esta vez bajo la producción de Jamee Ranta. Este transcurre en un supermercado donde ocurren cosas bastante peculiares. Primeramente, dos hombres (presuntamente Galantis) entran en un supermercado, la música empieza a tocar. La Actriz de televisión Jillian Sipkins protagoniza el video como una chica en rollerskates.

## Lista de canciones
| Descarga digital – sencillo |                       |          |  |
| N.º                         | Título                | Duración |  |
| 1.                          | «Peanut Butter Jelly» | 3:22     |  |

| Descarga digital – Remixes |                                               |          |  |
| N.º                        | Título                                        | Duración |  |
| 1.                         | «Peanut Butter Jelly» (Jacques Lu Cont Remix) | 4:46     |  |
| 2.                         | «Peanut Butter Jelly» (GTA Remix)             | 5:10     |  |
| 3.                         | «Peanut Butter Jelly» (Moska Remix)           | 5:06     |  |
| 4.                         | «Peanut Butter Jelly» (Genairo Nvilla Remix)  | 4:52     |  |

## Posicionamiento en listas y certificaciones
| País            | Lista (2015)             | Mejor posición |
| --------------- | ------------------------ | -------------- |
| Alemania        | Media Control Charts     | 76             |
| Australia       | ARIA Singles Chart       | 3              |
| Austria         | Ö3 Austria Top 40        | 70             |
| Bélgica         | Ultratip flamenca        | 5              |
| Escocia         | Scottish Singles Chart   | 3              |
| Eslovaquia      | Singles Digitál Top 100  | 53             |
| Estados Unidos  | Hot Dance Club Songs     | 43             |
| Estados Unidos  | Dance/Electronic Songs   | 18             |
| Irlanda         | Irish Singles Chart      | 21             |
| México          | Billboard Inglés Airplay | 1              |
| Noruega         | VG-lista                 | 17             |
| Nueva Zelanda   | NZ Top 40 Singles Chart  | 18             |
| Países Bajos    | Mega Single Top 100      | 81             |
| Reino Unido     | UK Singles Chart         | 8              |
| Reino Unido     | UK Dance Chart           | 3              |
| República Checa | Singles Digitál Top 100  | 59             |
| Suecia          | Sverigetopplistan        | 17             |

### Certificaciones
| País          | Organismo certificador | Certificación | Ventas  | Ref.   |
| ------------- | ---------------------- | ------------- | ------- | ------ |
| Australia     | ARIA                   | 2× Platino    | 140 000 | [ 23 ] |
| Nueva Zelanda | RMNZ                   | Oro           | 7 500   | [ 24 ] |
| Reino Unido   | BPI                    | Plata         | 200 000 | [ 25 ] |
| Suecia        | IFPI Suecia            | Oro           | 40 000  | [ 26 ] |